# Cotabambas (provincie)
Cotabambas is een provincie in de regio Apurímac in Peru. De provincie heeft een oppervlakte van 2.613 km² en heeft 52.766 inwoners (2015). De hoofdplaats van de provincie is het district Tambobamba.
De provincie grenst in het noorden, het oosten en het zuiden aan de regio Cuzco en in het westen aan de provincies Grau, Abancay en Antabamba.

## Bestuurlijke indeling
De provincie is onderverdeeld in zes districten, UBIGEO tussen haakjes:
- (030506) Challhuahuacho
- (030502) Cotabambas
- (030503) Coyllurqui
- (030504) Haquira
- (030505) Mara
- (030501) Tambobamba, hoofdplaats van de provincie

Abancay · Andahuaylas · Antabamba · Aymaraes · Chincheros · Cotabambas · Grau